# No. 208 Squadron RAF
Il Number 208 Squadron (noto anche come No. 208 (Reserve) Squadron o No. 208 (R) Squadron) è stato uno squadrone d'addestramento della Royal Air Force. Istituito il 26 ottobre 1916 presso Dunkerque, in Francia, e fino al 2016 ha avuto sede presso la base aerea di Valley, in Galles.
Lo squadrone ha fatto parte, fino alla disattivazione avvenuta il 13 aprile 2016, del No. 4 Flying Training School.

## Storia

### Prima guerra mondiale
Lo squadrone fu istituito come parte del Royal Naval Air Service il 25 ottobre 1916 a Dunkerque come No. 8 (Naval) Squadron. Nei suoi primi giorni, l'unità volava con Sopwith Pups, 1½ Strutters e Nieuport Scouts. Più tardi, durante la prima guerra mondiale, fu riequipaggiato con i nuovi Sopwith Camel e gli fu assegnato il compito di avvistare l'artiglieria nemica. Lo squadrone tornò brevemente nel Regno Unito prima di essere rimandato in Francia per affrontare l'offensiva tedesca. Con l'avanzare delle truppe imperiali, la Royal Naval Air Service decise di distruggere un numero significativo di Camel appartenenti allo squadrone per evitare che i tedeschi potessero impossessarsene. 
Successivamente, quando la Royal Air Force fu costituita il 1 aprile 1918, l'unità fu rinumerata in No. 208 Squadron RAF. 
Dopo la fine della guerra, il 208º squadrone rimase con le forze di occupazione fino all'agosto 1919, quando tornò nuovamente nel Regno Unito dove, il 7 novembre 1919, venne sciolto a Netheravon, nello Wiltshire.
Per qualche tempo lo squadrone ebbe sede presso l'aerodromo dell'Abbazia di Beaupré-sur-la-Lys a La Gorgue, nel nord della Francia.
Durante la guerra, lo squadrone ottenne 298 vittorie aeree confermate. Venticinque assi avevano prestato servizio nello squadrone. Tra loro ci furono Anthony Arnold, Charles Dawson Booker, Robert J. O. Compston, Harold Day, Stanley Goble, Edward Grahame Johnstone, William Lancelot Jordan, Robert A. Little, William E. G. Mann, Richard Munday, Guy William Price, George Simpson, Reginald Soar, Ronald Thornley e James White.

### Tra le guerre
Lo squadrone si riformò presso la RAF Ismailia, in Egitto, il 1° febbraio 1920 e rinominato No. 113 Squadron RAF. Inizialmente fu equipaggiato con Royal Aircraft Factory R.E.8 e dal novembre 1920 al maggio 1930 con Bristol Fighters. Nel settembre 1922 lo squadrone fu inviato in Turchia per un anno durante la crisi di Çanakkale, essendo di stanza a San Stefano, una parte del distretto Bakırköy di Istanbul. Dopo il conflitto, il 208 Squadron tornò in Egitto dove nel 1930 ricevette aerei Armstrong Whitworth Atlas in sostituzione dei vecchi caccia Bristol. Gli Atlas a loro volta furono sostituiti cinque anni dopo dagli Audax e per un volo dai Demon. Poco prima dello scoppio della seconda guerra mondiale, nel gennaio del 1939, questi cedettero il posto al Westland Lysander.

### Seconda guerra mondiale
Allo scoppio della seconda guerra mondiale lo squadrone era ancora di stanza in Egitto. Si unì allo sforzo bellico a metà del 1940, operando con gli aerei da ricognizione Westland Lysander e caccia Hawker Hurricane in compiti di cooperazione militare nella campagna del Nord Africa e nella campagna di Grecia del 1941. 

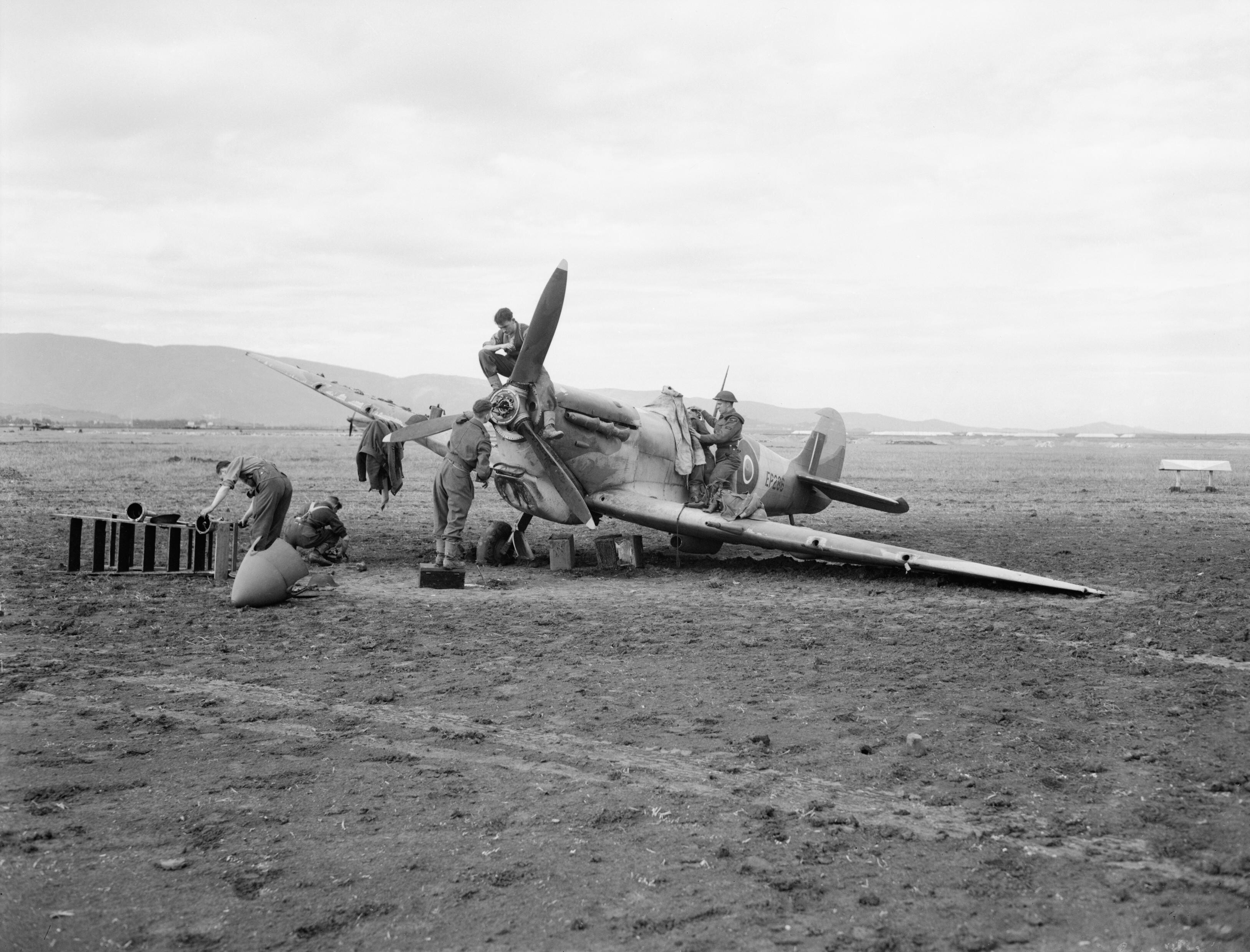
Membri del Servicing Commando al lavoro su un Supermarine Spitfire Mark VB del No. 208 Squadron.

Durante la guerra l'unità comprendeva un numero significativo di membri del personale della Royal Australian Air Force e dell'aeronautica sudafricana, insieme ad altre nazionalità. Tra i membri dello squadrone in quel momento c'era Robert Leith-Macgregor, abbattuto più di una volta, una volta finendo per rullare in un campo minato, ma riuscendo a non far scattare alcuna mina.
L'unità fu successivamente di stanza in Palestina, prima di tornare ancora in Nord Africa. Si convertì brevemente in Curtiss P-40 Tomahawks, ma ricevette i Supermarine Spitfire alla fine del 1943 e li fece volare per il resto della guerra. Dal 1944 partecipò alla campagna d'Italia.

### Secondo dopoguerra
Poco dopo la guerra, il No. 208 Squadron tornò in Palestina dove fu coinvolto in operazioni contro l'aeronautica egiziana. Nel 1948, lo squadrone si trasferì nella zona del canale egiziano. L'unità prese parte all'azione nella guerra arabo-israeliana del 1948, perdendo quattro Spitfire in combattimento con aerei dell'aeronautica israeliana (muniti anche loro con gli Spitfire).
L'ultima "uccisione di un pilota di caccia aria-aria" registrata ufficialmente (solo proiettili, senza sistemi di guida) avvenne il 22 maggio 1948. Alle 09:30 due Spitfire LF.9 egiziani organizzarono un terzo attacco a Ramat David. Questa volta il Fg Off Tim McElhaw e il Fg Off Hully del 208 Squadron avevano preso il comando della pattuglia permanente. Il sottotenente di squadriglia McElhaw, operante su uno Spitfire FR.18 (numero di serie TZ228), intercettò e abbatté entrambi gli LF.9.

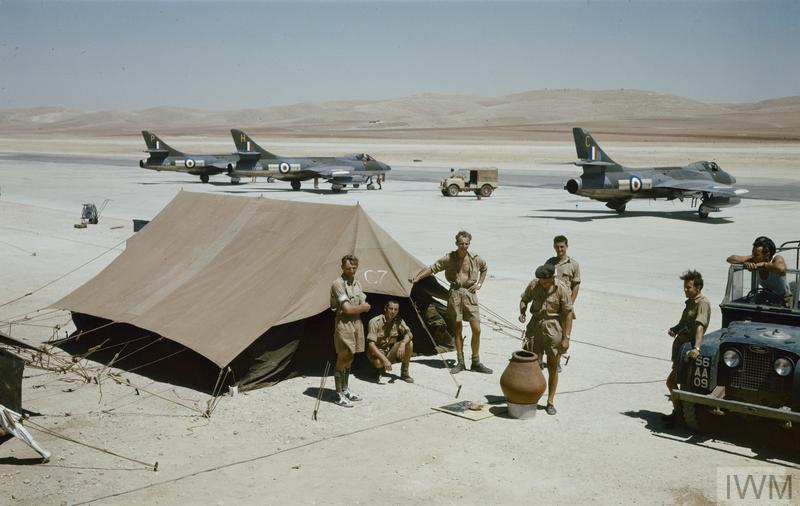
Hawker Hunter F.6 del No. 208 Squadron RAF all'aeroporto di Amman, in Giordania nel luglio 1958.

Nel 1951, lo squadrone si trasferì alla RAF Fayid dove i suoi Spitfire furono sostituiti con i jet Gloster Meteor. Da lì si trasferì alla RAF Abu Sueir, trasferendosi alla RAF Takali, Malta, nell'agosto 1956, con periodi temporanei all'inizio dell'anno alla RAF Hal Far, Malta, e alla RAF Akrotiri, Cipro. Si sciolse a Takhali nel gennaio del 1958, ma si riformò lo stesso mese nel Regno Unito presso la RAF Tangmere da "una costola" del No. 34 Squadron RAF. Nel marzo 1958, riequipaggiato con Hunter FMk 6, tornò in Medio Oriente, con sede a RAF Nicosia, con distaccamenti presso RAF Akrotiri e Amman, in Giordania. Lo squadrone si sciolse presso RAF Nicosia il 31 marzo 1959.
Il giorno successivo, il primo aprile 1959, si riformò presso la RAF Eastleigh di Nairobi, in Kenya, sotto il nome di No. 142 Squadron RAF con il Squadron Leader R. Ramirez a capo dell'unità. Operò da Eastleigh dall'aprile 1959 al marzo 1960, venendo ridistribuito a casa alla RAF Stradishall da marzo a giugno 1960, ma tornando a Eastleigh nel giugno dello stesso anno, inviando distaccamenti in Kuwait e Bahrein durante il periodo. Fu trasferito alla RAF Khormaksar ad Aden nel novembre 1961, sotto i comandi dell'Air Forces Arabian Peninsula, che divenne l'Air Forces Middle East nello stesso anno. Nel giugno 1964 si trasferì a Muharraq in Bahrein. Lo squadrone rimase in Medio Oriente fino al settembre 1971 quando fu sciolto in conseguenza del ritiro britannico delle forze armate dall'est di Suez.

### Era Buccaneer

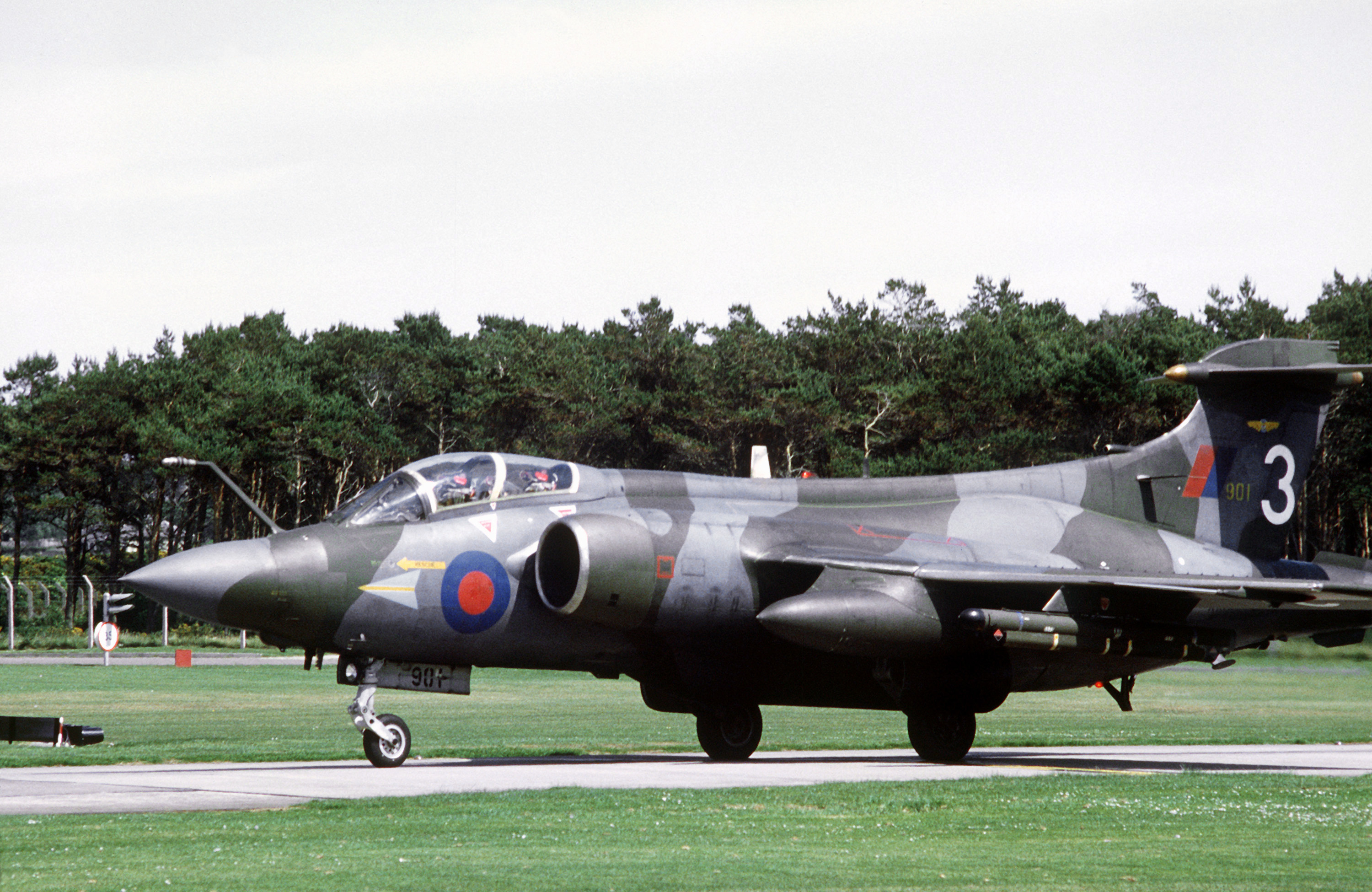
Un Hawker Siddleley Buccaneer S.2B del No. 208 Squadron nel 1981.

Il No. 208 Squadron RAF venne ricostituito nel 1974 presso la base aerea di Honington ed equipaggiato con i nuovi Blackburn Buccaneer S2, assegnati al SACEUR (Supreme Allied Commander Europe) in un ruolo di attacco di basso livello. I dodici Buccaneers dello squadrone furono dichiarati operativi al SACEUR dal 1975 ed armati con 24 testate nucleari (due per velivolo) di tipo WE.177. Lo squadrone aveva il compito di supportare le forze di terra che resistevano all'avanzata del Patto di Varsavia nell'Europa occidentale, colpendo le forze nemiche, la logistica e le infrastrutture oltre il bordo anteriore del campo di battaglia, inizialmente con munizioni convenzionali e con armi nucleari in caso di escalation. L'assegnazione della testata WE.177 di proprietà britannica liberò lo squadrone dal lungo onere, in un momento critico, di utilizzare armi nucleari di proprietà statunitense detenute sotto custodia statunitense in una posizione centrale. Lo squadrone continuò in questo ruolo, con sede a RAF Honington, fino alla fine del 1983, quando si trasferì presso la base aerea di Lossiemouth, dove fu riassegnato al SACLANT (Supreme Allied Commander Atlantic) per compiti di attacco marittimo. A Lossiemouth venne affiancato dal No. 12 Squadron RAF, squadrone con lo stesso ruolo del 208esimo. La dotazione di testate nucleari WE.177 dello squadrone fu ridotta a dodici, una per aereo, sebbene il Buccaneer fosse in grado di trasportarne due nel suo stiva bombe interno. Lo squadrone continuò a svolgere questo ruolo fino alla fine del 1993 quando abbandonò le sue armi nucleari.
L'unità fu uno degli ultimi squadroni a utilizzare il Buccaneer prima che andasse fuori servizio nel 1994, e dopo il ritiro del tipo lo squadrone si sciolse nuovamente il 31 marzo dello stesso anno.
Tra il 1° ottobre 1991 e il novembre 1992, il Buccaneer Training Flight fu formato come parte del 208 Squadron presso la RAF Lossiemouth e operò con la variante S.2B e alcuni Hawker Hunter T.7.

### Era Hawk

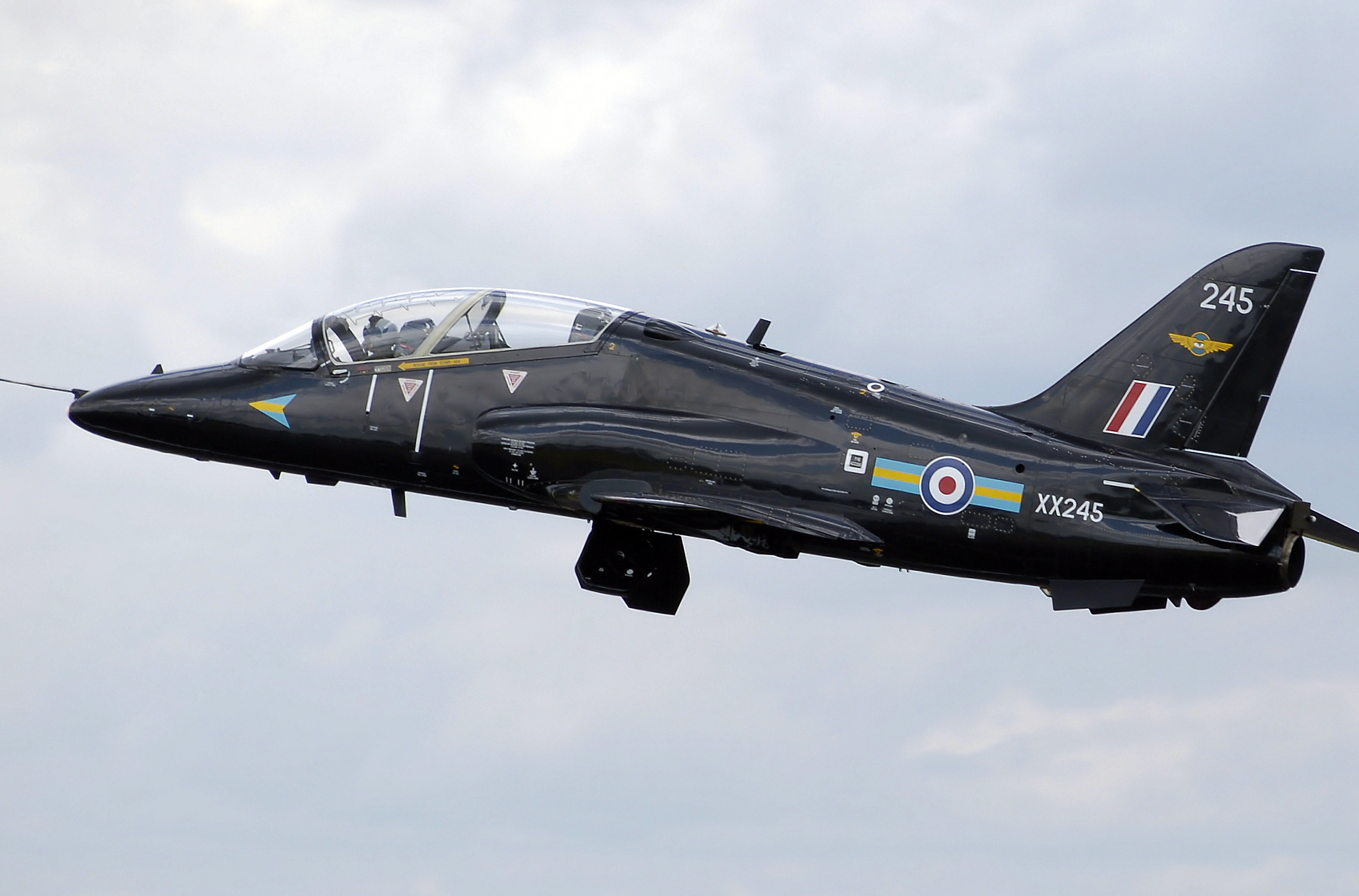
Un BAe Hawk T1 (XX245) del 208° squadrone della RAF in volo Kemble Air Day 2008, giugno 2008.

Il No. 208 Squadron si riformò nuovamente il primo aprile 1994 da una "costola" del 234 (Reserve) Squadron, assegnato al No. 4 Flying Training School RAF. L'unità venne trasferita presso la base aerea di Valley ed equipaggiata con i BAe Hawk. La scuola era formata da due squadroni da addestramento, il 208º squadrone con Hawk T Mk1 e il quarto squadrone con l'Hawk T Mk2. Entrambe le unità fornirono addestramento avanzato al volo su jet e addestramento sulle armi tattiche per preparare i piloti sui più avanzati Tornado e o Typhoon. I compiti Hawk del No. 208 (R) Squadron includevano:

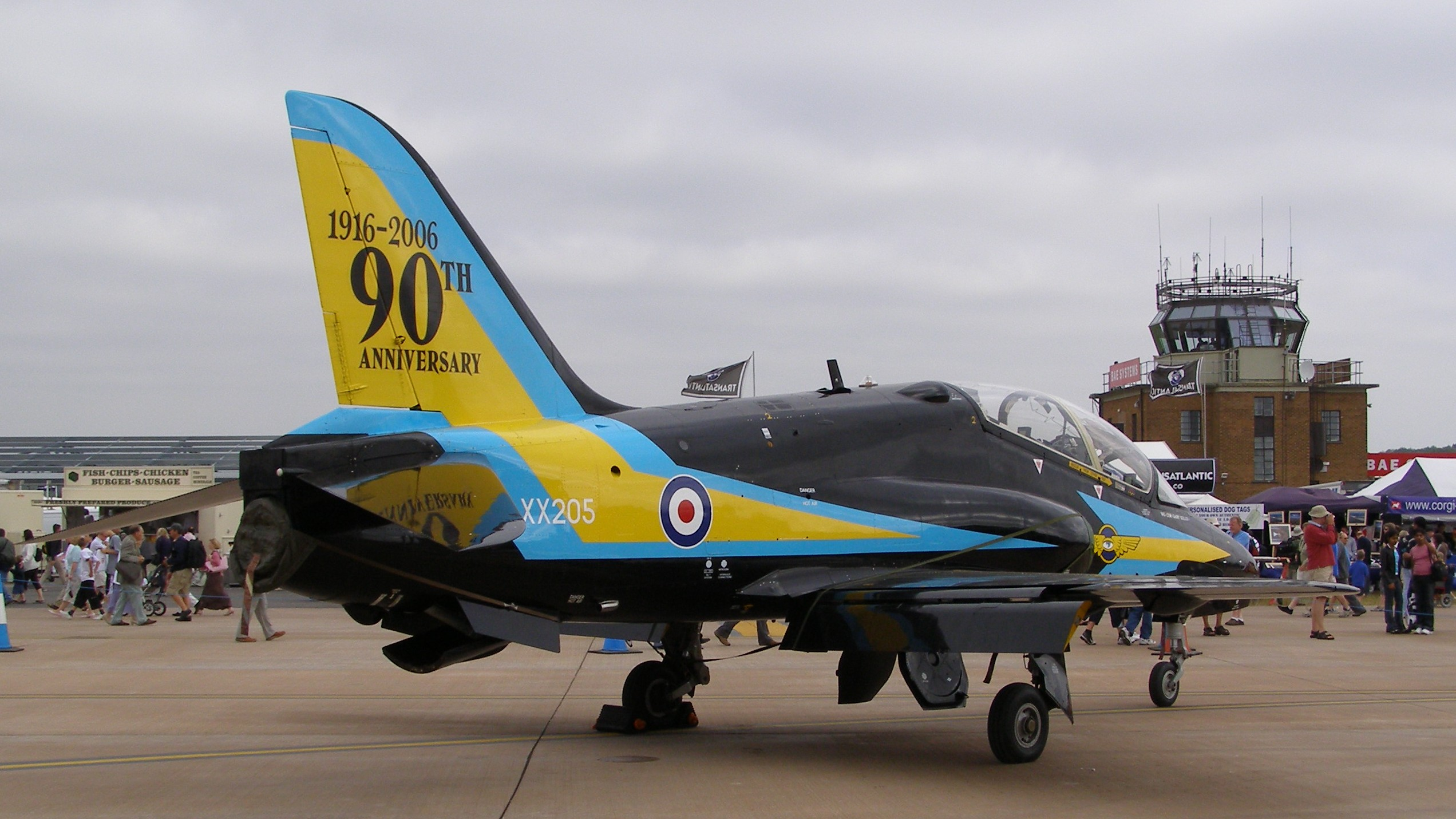
Un Hawk dello squadrone esposto al Royal International Air Tattoo in livrea speciale per i 90 anni dell'unità, 15 luglio 2006.

Advanced flying and tactical weapons training
- Per addestrare RAF, RN e alcuni piloti ab-initio stranieri allo standard di ingresso dell'Operation Conversion Unit (OCU).
- Riqualificare i piloti multimotore e rotativi della RAF e RN secondo lo standard di ingresso dell'OCU.
- Per aggiornare i QFI (Qualified Flying Instructor) operanti sullo Short Tucano allo standard di accesso OCU.

Instructor training
- Addestrare gli Hawk QFI allo standard B2, in conformità con gli attuali programmi della Central Flying School (CFS).
- Aggiornare gli Hawk QFI agli standard B1, A2 e A1, in conformità con i requisiti di addestramento del personale del 208(R) Squadron e i programmi CFS.
- Addestrare gli Hawk IRE (Instructor Instructor) in conformità con gli attuali programmi CFS.

Conversion training
- Fornire un corso di conversione comune per tutti i piloti qualificati che tornano sull'Hawk.
- Fornire un addestramento di orientamento nel Regno Unito per i piloti stranieri e del Commonwealth destinati a incarichi su jet veloci.
- Fornire un addestramento di conversione per i piloti destinati alla pattuglia acrobatica della Royal Air Force.

### Centenario e scioglimento
Nonostante l'addestramento parallelo condotto insieme al velivolo avanzato Hawk TMk2 del 4(R) Squadron per diversi anni, una volta che il 4(R) Squadron raggiunse la piena capacità operativa, nel gennaio 2016 la Royal Air Force prese la decisione di sciogliere il 208(R) Squadron.

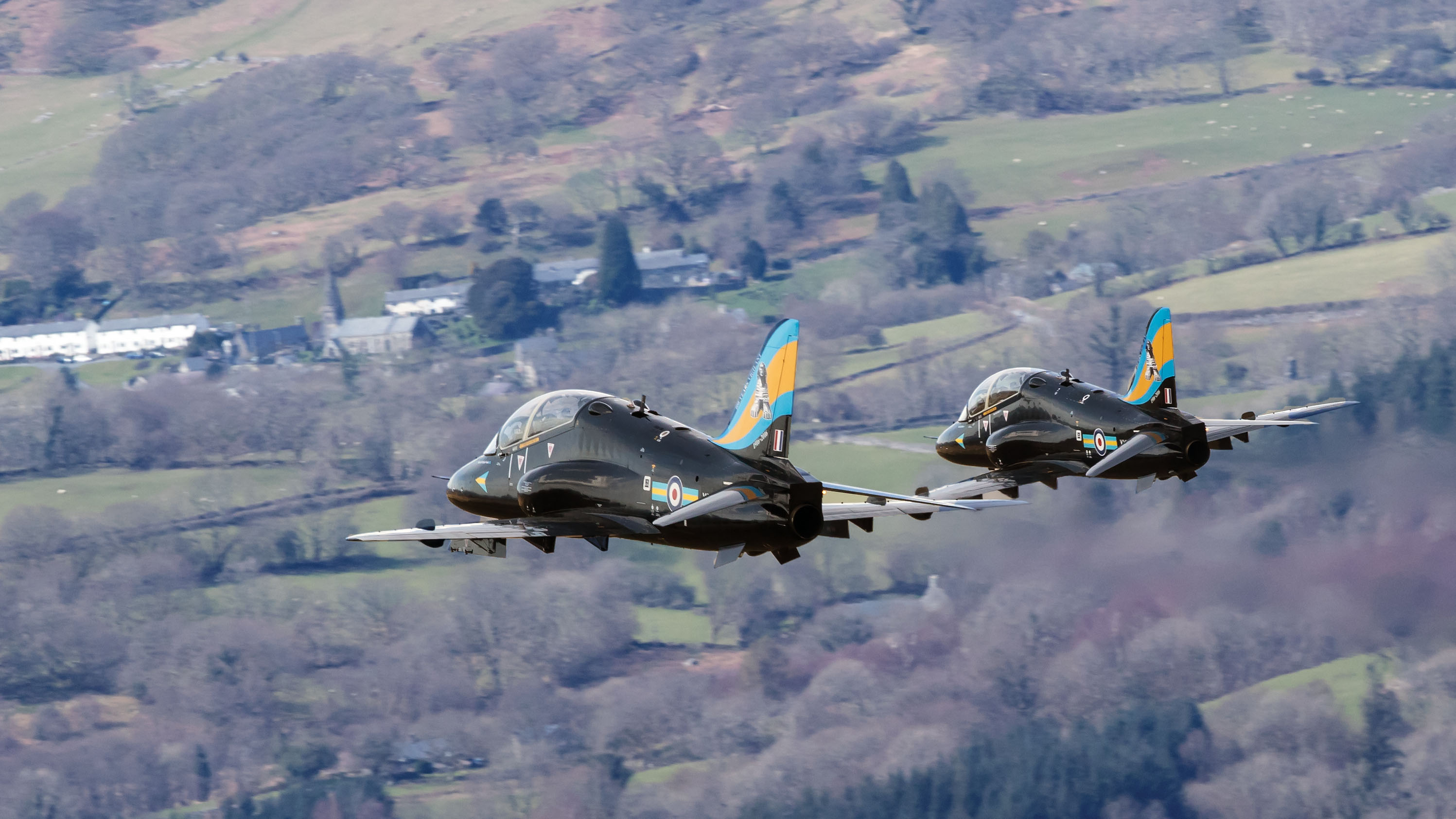
Due Hawk, numero di matricola XX188 e XX256, con i colori del centenario durante l'ultimo volo dello squadrone, 13 aprile 2016.

Il No. 208 Squadron celebrò il suo centenario il 1° aprile 2016 con la consegna dei diplomi di fine corso, una giornata dedicata alle famiglie e una cena formale. Poco dopo, l'unità venne disattivata, effettuando il suo ultimo volo il 13 aprile 2016, quando tre velivoli (due dei quali con i simboli del centenario), guidati dall'OC 208(R) Squadron e dal Station Commander di RAF Valley, sorvolarono diversi punti di riferimento collegati all'Hawk TMk1. Al momento della restituzione, si stimava che oltre 1000 allievi piloti fossero stati addestrati nell'edificio del 208° Squadrone (R) durante i suoi 22 anni di permanenza nella RAF Valley. Lo stendardo dello Squadrone è stato esposto nella chiesa della RAF, St Clement Danes, durante una cerimonia tenutasi il 22 maggio 2016, alla quale hanno partecipato il personale dello Squadrone, membri della 208° Squadron Association, l'Air Officer Commanding del 22° Gruppo (Trg) e il Direttore dell'Addestramento al Volo.

## Aeromobili utilizzati
- Sopwith 1½ Strutter (ottobre 1916 – novembre 1916)
- Nieuport Scout (ottobre 1916 – dicembre 1916)
- Sopwith Pup (ottobre 1916 – febbraio 1917)
- Sopwith Triplane (febbraio 1917 – settembre 1917)
- Sopwith Camel (settembre 1917 – novembre 1918)
- Sopwith Snipe (novembre 1918 – settembre 1919)
- Royal Aircraft Factory RE8 (febbraio 1920 – novembre 1920)
- Bristol F2 Fighter F2b (novembre 1920 – maggio 1930)
- Armstrong Whitworth Atlas (maggio 1930 – agosto 1935)
- Hawker Audax (agosto 1935 – gennaio 1939)
- Hawker Demon (settembre 1935 – marzo 1936)
- Westland Lysander Mrs I, II (gennaio 1939 – maggio 1942)Tre Westland Lysander dello squadrone in volo nei primi anni 40.

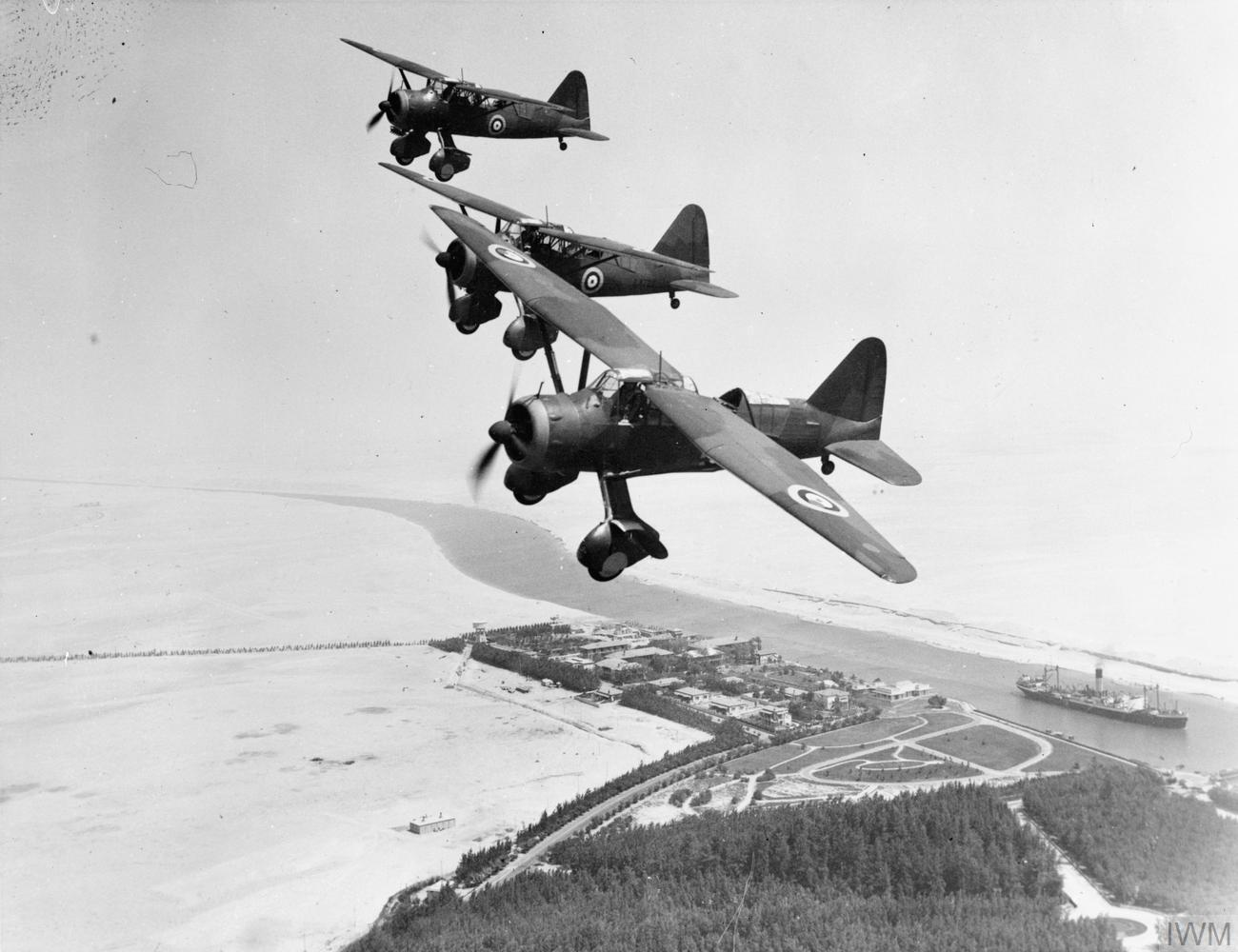
Tre Westland Lysander dello squadrone in volo nei primi anni 40.

- Hawker Hurricane Mk I (novembre 1940 – settembre 1942)
- Hawker Audax (maggio 1941 – giugno 1941)
- Curtiss Tomahawk Mk IIb (maggio 1942 – settembre 1942)
- Hawker Hurricane Mks. Ia, IIb, IIc (maggio 1942 – dicembre 1943)
- Supermarine Spitfire Mk Vc (dicembre 1943 – luglio 1944)
- Supermarine Spitfire Mk IX (marzo 1944 – giugno 1947)
- Supermarine Spitfire Mk VIII (agosto 1944 – ottobre 1944)
- Supermarine Spitfire FR18 (agosto 1946 – marzo 1957)
- Gloster Meteor FR9 (marzo 1951 – gennaio 1958)
- Hawker Hunter F5 (gennaio 1958 – febbraio 1958)
- Hawker Hunter F6 (gennaio 1958 – marzo 1959)
- de Havilland Venom FB4 (aprile 1959 – marzo 1960)

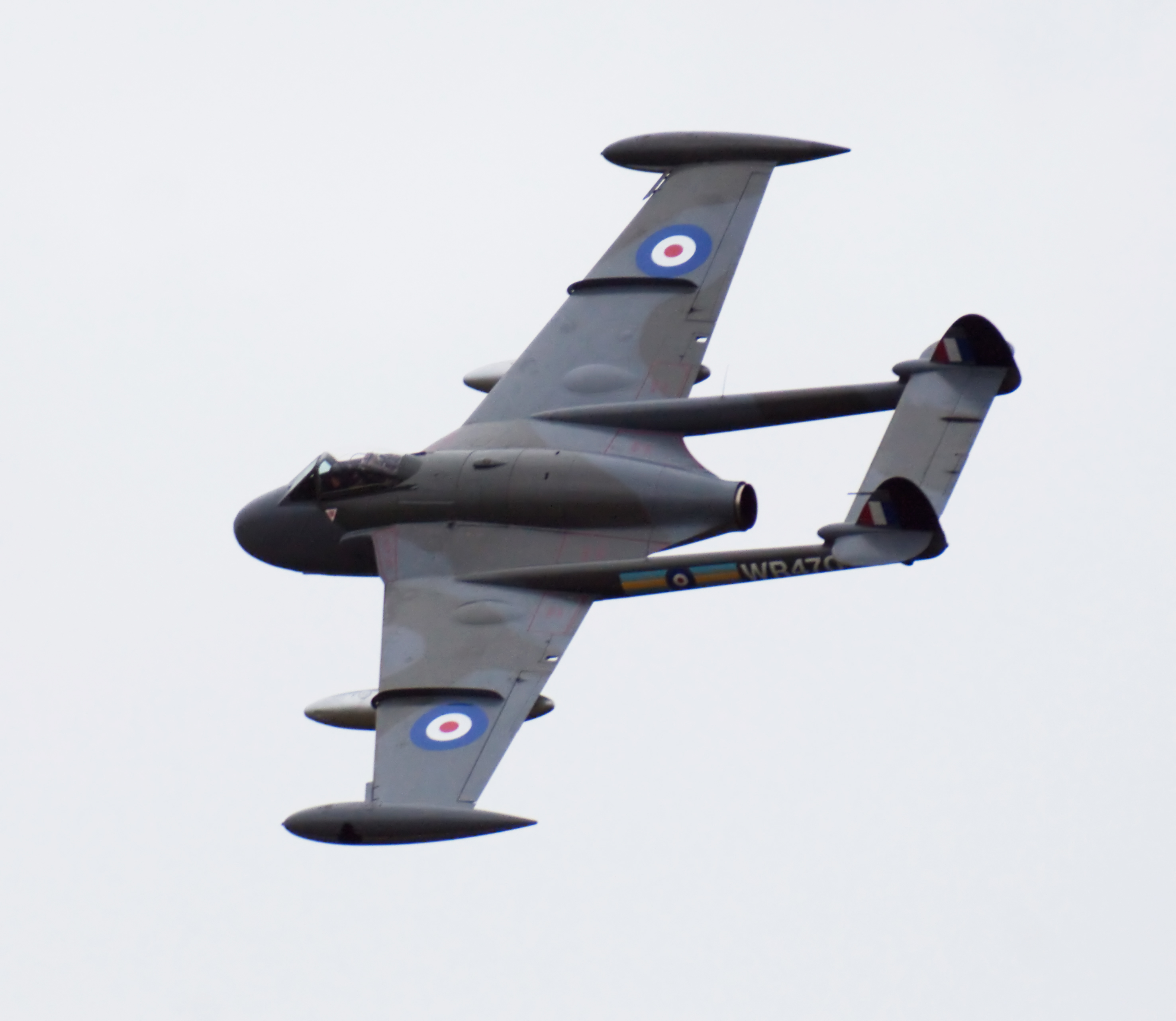
de Havilland Venom FB4 del 208th squadron in volo nel 2010.

- Hawker Hunter FGA9 (marzo 1960 – settembre 1971)
- Blackburn Buccaneer S2A, S2B (ottobre 1974 – marzo 1994)
- BAe Hawk TMk1, TMk1A (aprile 1994 – aprile 2016)

## Incidenti
Il 20 aprile 2007, un BAE Hawk dello squadrone si schiantò nei pressi della base RAF di Mona. Il pilota fu trasportato in ospedale e dimesso poco dopo. L'incidente fu causato da un allievo che, in solitaria, stallò l'aereo durante un sorpasso.

## Nella cultura di massa
- Negli anni sono stati prodotti vari modellini statici, di varie scale, dedicati al No. 208 Squadron. Tra le aziende di modellismo statico, la più iconica che ha rappresentato più volte lo squadrone è l'azienda britannica Airfix, in scala 1:48 (Blackburn Buccaneer S.2B 12014) e 1:72 (Blackburn Buccaneer S.2 RAF 06022), ma anche dall'azienda tedesca Revell, in scala 1:72 (BAe Hawk T.1 04970 e BAe Hawk T.1 Model Set 64970) e l'italiana Italeri, in scala 1:32 (Hawk T Mk. I 2813).

## Galleria d'immagini

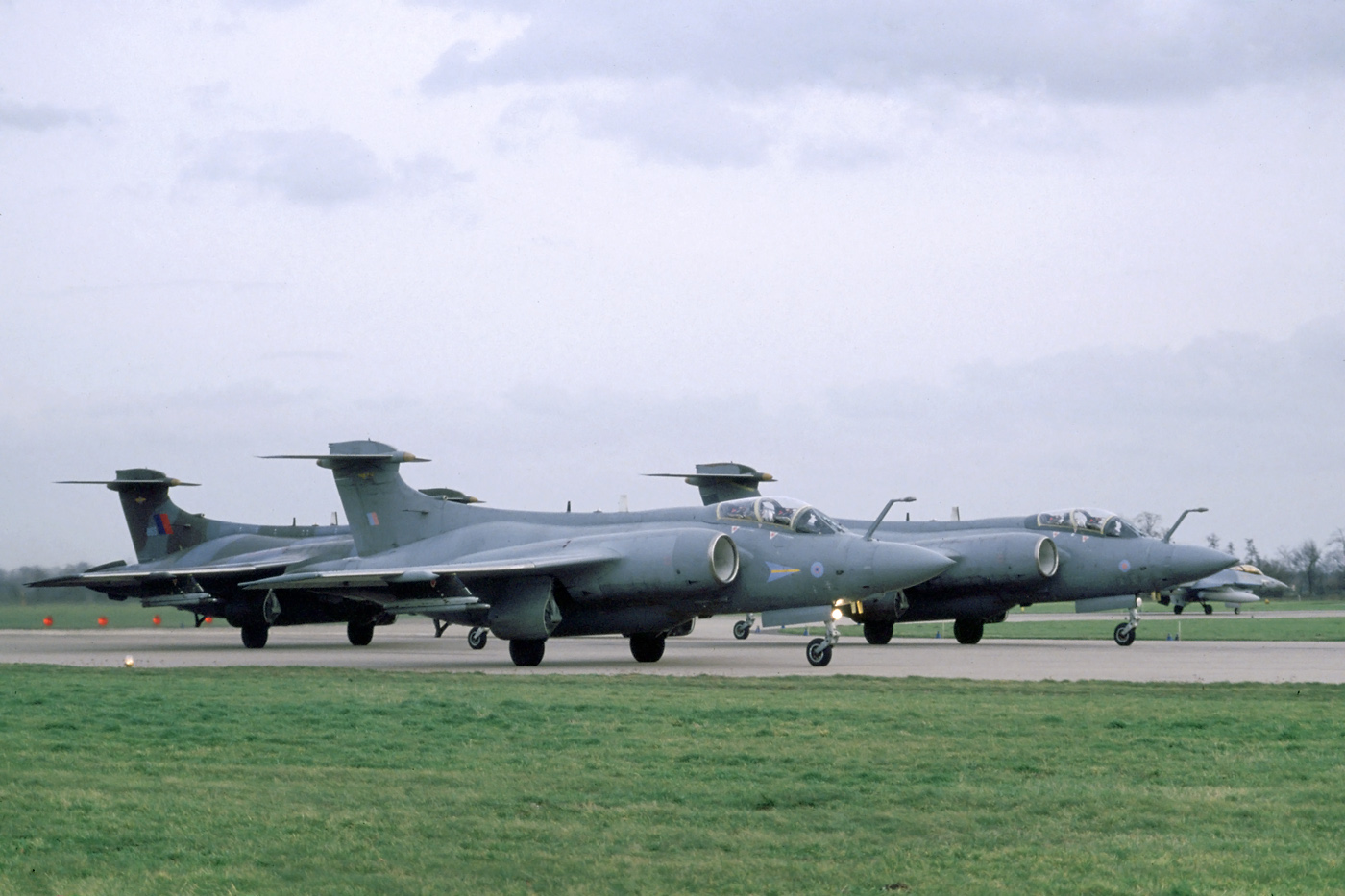
Quattro Buccaneers arrivarono alla base aerea di Volkel in occasione dell'esercitazione Volkit, novembre 1992.
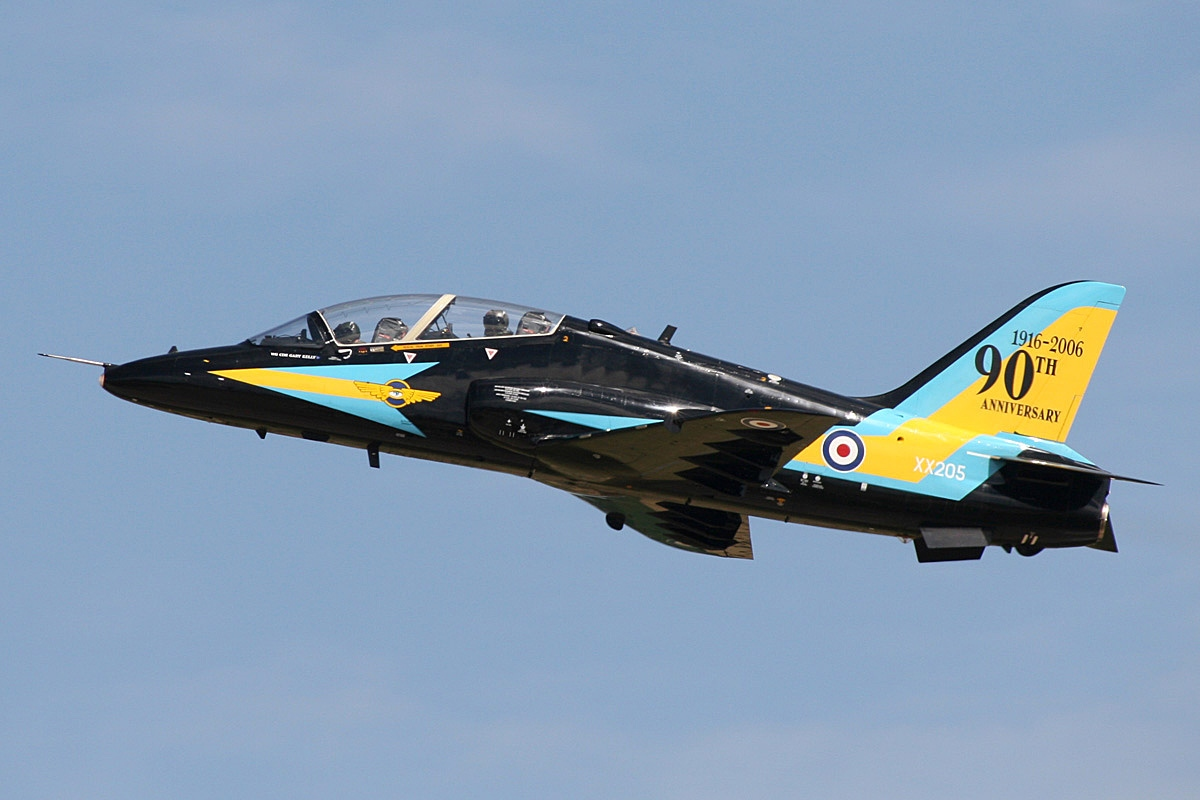
Hawker Siddeley Hawk T1A in fase di decollo e in livrea speciale in occasione del 90esimo anniversario della formazione dell'unità, luglio 2006
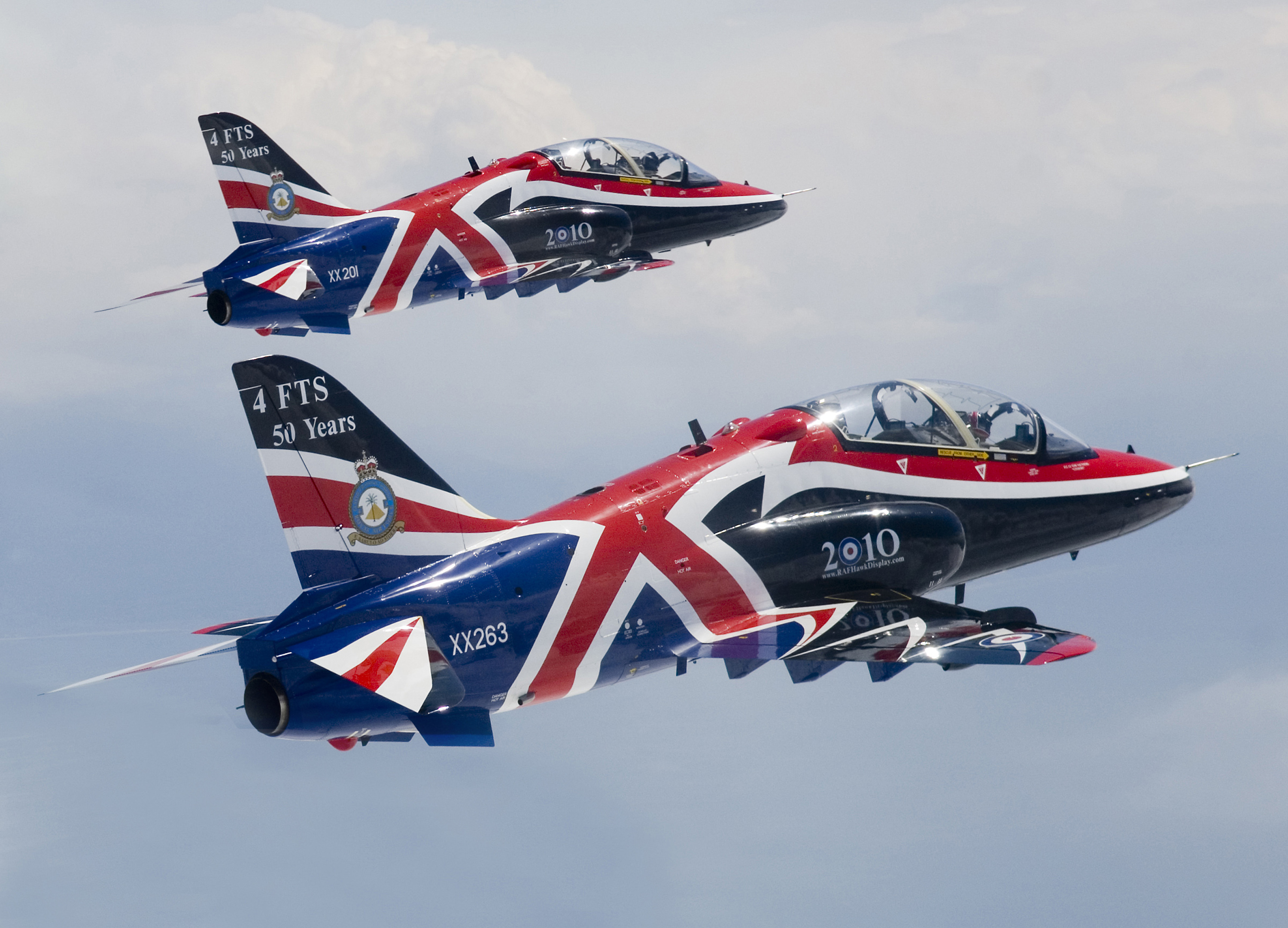
Due Hawk in livrea speciale in occasione della stagione espositiva del 2010.
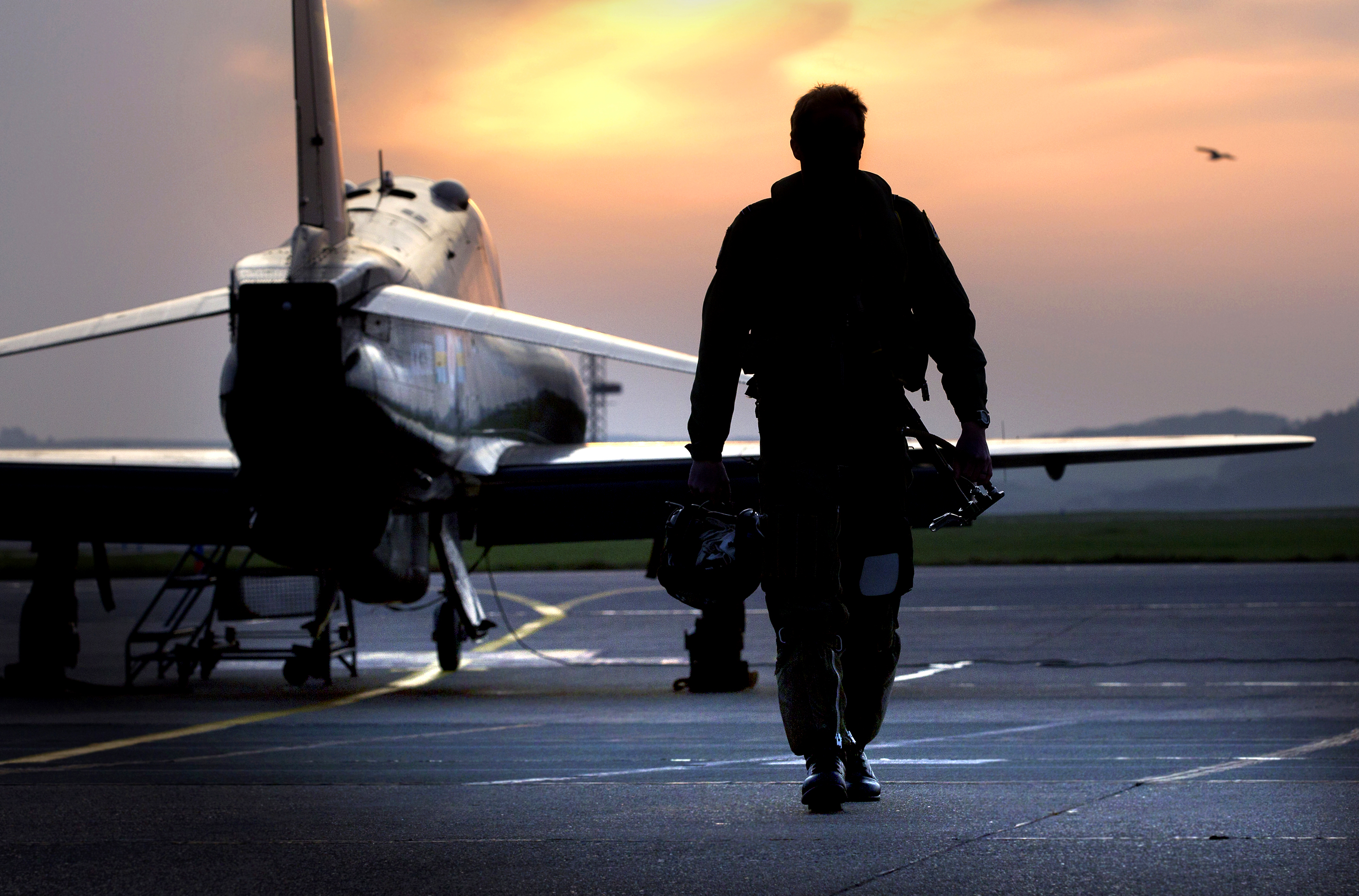
Pilota della RAF del 208th Squadron si allontana dal suo aereo per recarsi al debriefing post-sortita nella RAF Valley, marzo 2012.
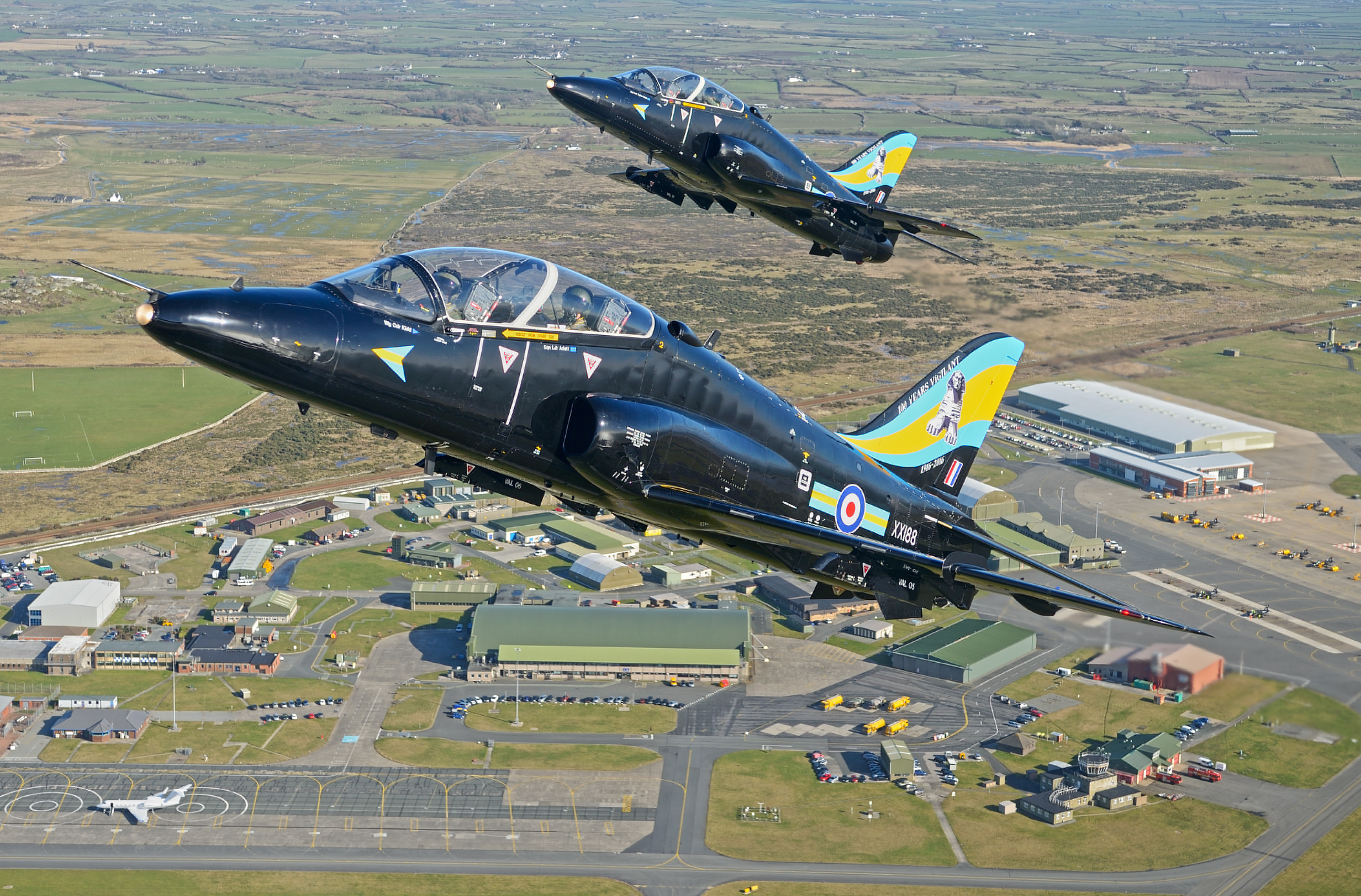
Cartolina realizzata per il centenario del No. 208 Squadron, 9 marzo 2016.